# Fukuzava Jukicsi
Fukuzava Jukicsi (福澤 諭吉, Hepburn-átírással: Fukuzawa Yukichi) (Oszaka, 1835. január 10. – Tokió, 1901. február 3.) japán pedagógus és közíró.

## Életútja
A Meidzsi-kor (1868–1912) egyik legnagyobb hatású szellemi munkása volt, szabad, független értelmiségi egy rendszerváltó korban, igazi demokrata, aki alacsony rangú szamurájcsaládból származván, sem a xenofób sógunátus, sem a kezdetben még idegengyűlölőbb császári klikk mellé nem állt, holott fontos pozíciókat szerezhetett volna, hanem az emberek és népek (valamint a nemek) egyenlőségét hirdette, a nyugati kultúrát és tudományt propagálta, elvetve mind a „maradi” konfucianizmust, mind a 'nemzeti kultúra' (kokugaku) még maradibbnak ítélt irányzatát.
Fontosnak tartotta a nyugati kultúra megismerését, megtanult hollandul és angolul, népszerű közművelő előadásokat tartott kémiából, fizikából, anatómiából, újságcikkeket írt, az 1860-as években Európába és Amerikába tett útjait összegző Szeijó dzsidzsó (1867–70, 'Nyugati állapotok'), valamint Gakumon no szuszume (1872–76, 'A tudás dicsérete') és Bummeiron no gairjaku (1875, 'A civilizáció elméletének körvonalai') című művei összesen több mint négymillió példányban keltek el. 1858-ban alapított magániskolájából nőtt ki később a nevezetes Keio Egyetem, és az ő támogatásával indították el 1897-ben az első angol nyelvű japán újságot, a ma is létező Japan Timesot. (A némileg arkhimédészi anekdota szerint egyik órája alatt a közvetlen közelben tört ki csetepaté a sóguni és a császári katonák között, de ő fölkiáltott: „Ilyen semmiség miatt nem hagyom félbe a tanítást!”)

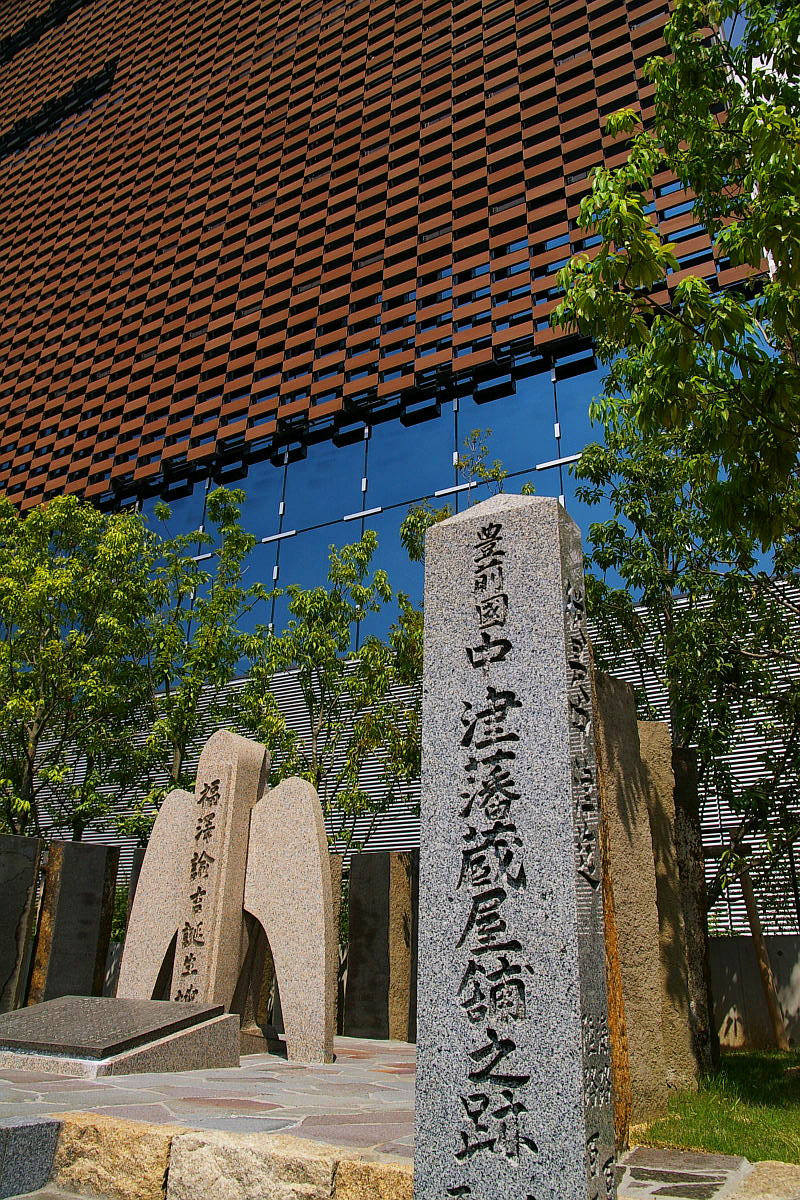
Emlékmű Fukuzava Jukicsi szülőhelyén